# Ахоріс
Ахоріс (Хакор) — давньоєгипетський фараон, який правив приблизно у 393-380 роках до н. е. Ахоріс скинув свого попередника Псаммута й оголосив себе правнуком Неферіта I, засновника XXIX династії.

## Життєпис

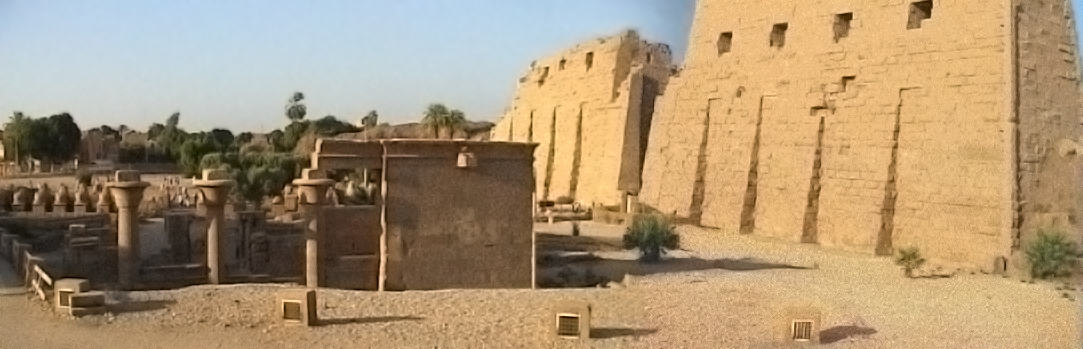
Каплиця Ахоріса, поряд з першим пілоном Карнацького храму

При Ахорісі за допомогою афінського полководця Хабрія були здійснені великі роботи з укріплення північно-східного кордону. Фараон вів активну політику в басейні Середземного моря, вступив в антиперську коаліцію спільно з афінянами, царем Кіпру Евагором, містом Барка у Лівії, а також із бунтівними племенами пісідійців з Малої Азії, й арабами Палестини. Одночасно він почав перетворювати Єгипет на морську державу і зміцнив свою армію грецькими найманцями.
У 385–383 роках до н. е. перси проводили військову кампанію проти Ахоріса, відрядивши проти нього війська під началом трьох полководців: Аброкома, Тіфрауста й Фарнабаза. Однак спроба підкорити Єгипет виявилася приреченою на невдачу. Навпаки Ахоріс почав розширювати свою територію, підтримуючи заколотників проти перського царя у Фінікії та Кілікії. Він навіть установив свій контроль над Тіром і за допомогою флоту з 90 трієр захопив східну частину Середземного моря. У Сідоні знайдено фрагмент напису з його ім'ям та зображенням.
Від часу царювання Ахоріса збереглося багато пам'яток, що свідчать про господарський розвиток і широку будівельну діяльність. Демотична хроніка, яка містить прорікання з їх тлумаченнями (що належить вже до часу після завоювання Єгипту Александром Македонським), називає Ахоріса благодійником храмів. Проте Єгипет вже не зміг досягти економічного рівня, який існував за Псамметіха III, тобто до захоплення країни персами.
Правив 13 років.